# グループGT1 (1990年代)

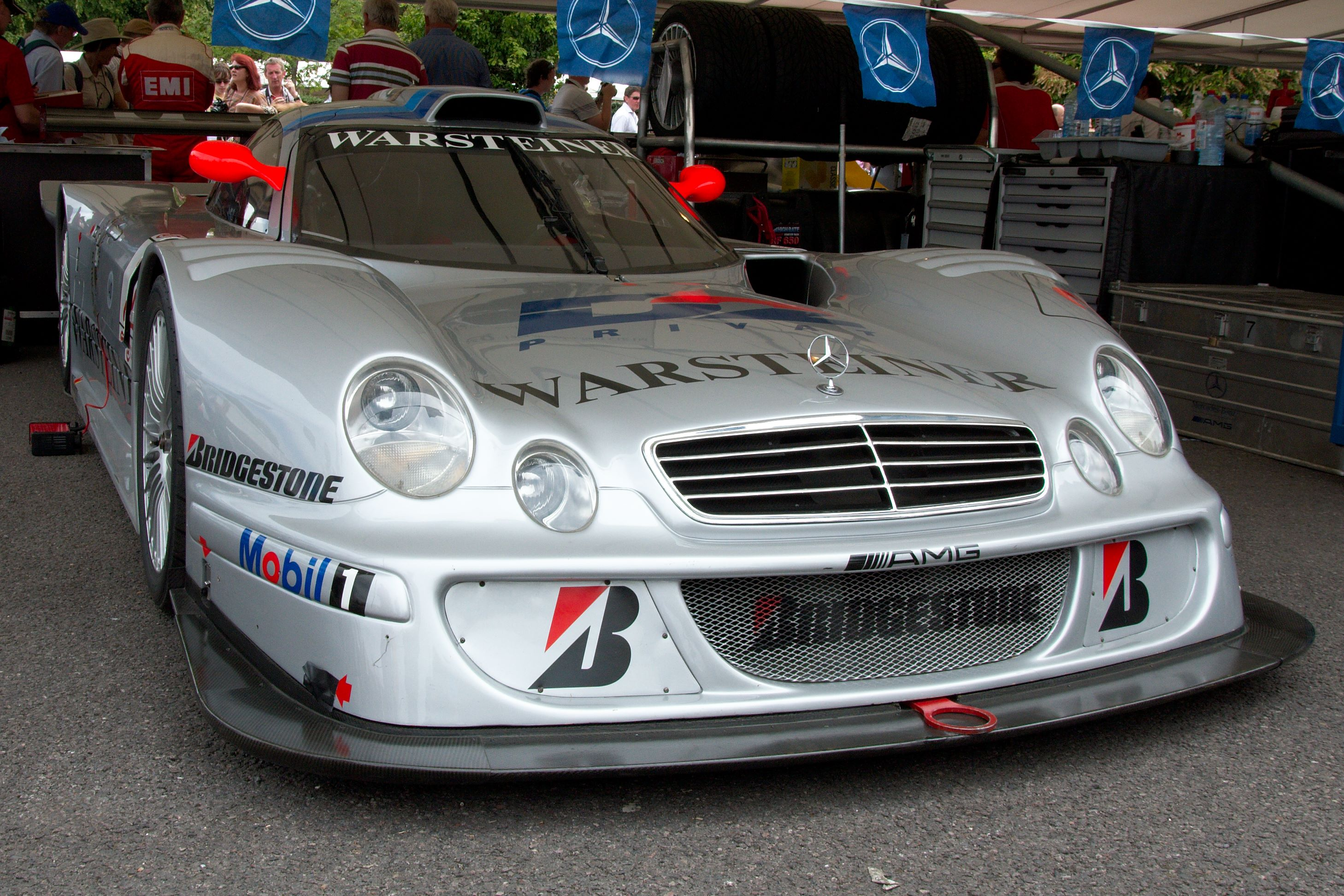
1998年　メルセデスベンツ CLK-LM

グループGT1（グループジーティーワン）は、自動車レースに使用する競技車両のカテゴリーの1つである。元はBPR GT選手権時代に設立されたカテゴリーで、GT車両のトップカテゴリーだった。
2005年からの「GT1」は、元々「旧GT1」の下位に位置したGT2クラスであり、両者は全くの別物である。
国際自動車連盟（FIA）による正式な呼称は「Groupe GT1（仏語：グループ GT1）」であるが、日本国内ではあまり一般的な呼び方ではなく、「GT1クラス」もしくは「FIA GT1」などと呼ぶことがほとんどである。
本項では、1994年－1999年までのGT1クラスについて記述する。

## 概要
自動車メーカーの撤退でスポーツカー世界選手権（SWC）のグループCカーのレースは1992年限りで打ち切りになり、国際的なスポーツカーレースは無くなり、各国が量産GTカーで争うマイナーシリーズが開催される状態になった。これを受けてステファン・ラテルらが1994年、新たな国際スポーツカーレースを立ち上げた。これがBPR GTである。参加車両は改造範囲によってGT1、GT2にクラス分けされ、GT1は最低生産台数25台の車両公認条件があった。これが現在まで引き継がれるGTレースの原型となった。FIAやル・マン24時間レース主催のACOも関心を寄せ、交流を促進した。ところが1994年からBPR GTマシンをルマンに迎え入れるにあたり、ACOはローカルルールでレース仕様の車両以外に市販用ストリート車が1台生産されていれば車両公認を与え、LMGT1として出走を認めた。BPR GTに参戦せず、ルマン24時間レースにスポット参戦できる抜け道が生じた。ACOは将来的にLMGT1をイベントの主流にすべく規制面で大きな恩恵を与えた。これにより、ポルシェ・911GT1、マクラーレン・F1GTR、メルセデス・CLK-LM、日産・R390GT1、トヨタ・TS020、などが参戦した。元々量産車ベースのレースだったGTシリーズがストリート仕様1台で車両公認が取得できるという規則は、一見すると参戦を容易にしたように見えるが、実際は逆になった。技術をふんだんに投入したGTとは名ばかりのレーシングカーが参入し、プライベートチームの出る幕は無くなってしまった。FIA、ACOの狙い通りメーカーを引き入れることには成功したが、メーカーは技術競争に走り、GT1クラスのレギュレーションの限界を追求した事実上のプロトタイプカーになってしまい、プライベートチームは技術競争もストリート仕様車ではビジネスを成立できなくなっていった。　

## 歴史

### 初期（1994-1996）
- 1992年のFIAスポーツカー世界選手権の終了に伴い行われることになったBPRグローバルGTシリーズは、ユルゲン・バルト、パトリック・ピーター、ステファン・ラテル（シリーズオーガナイザーBPRの名前を形成する姓）によって、設立された4時間の耐久レースのチャンピオンシップ[2]。 元ルマン優勝者のバルトはポルシェのカスタマーコンペティション部門のマネージャーであり、ピーターは評判の高いレースプロモーターであり、ラテルはヴェンチュリーGT1プロジェクトのエグゼクティブ/投資家であった。このシリーズには4つのカテゴリー、つまりGT1〜4まであり、それぞれの番号が減少することは、技術規制の自由度が増すことを意味した。
- 1994年　この年のルマンで優勝したダウアーポルシェ・962LMはクラスこそLMGT1であったが、グループCカーの962Cベースにストリート仕様を仕立てて車両公認を取得しレースに出場した。94年は旧型のグループCカーも出走可能であったが、ACOは将来的にLMGT1を主流にすべく規則面で大きな恩恵を与えていた。GT1クラスの変質の兆しがすでに表れていた[3]。

- 1995年　2シーズン目のBPR GTの主導権を握ったのは、マクラーレン・F1GTRであった。ジェントルマンドライバーの要望を受ける形でレース仕様のF1GTRを94年から供給開始し、95年のBPR GTの主役となった。95年のルマン24時間レースで優勝し、[4]かつてシリーズグリッドを支配していたポルシェ964型の911カレラRSRに取って代わった。さらに、かつてプライベーターを対象としていたチャンピオンシップにもプロチームが参加し始めたため、コストが大幅に増加した[5]。 さらにチャンピオンシップは成長し、マクラーレンF1 GTRや新しいポルシェ・911/993をベースにしたポルシェ911GT2Evoなど、GT1クラスにメーカーからマシンの流入によりチャンピオンシップのグリッドが拡大。

- 1996年　ポルシェは正式なGT1マシンとして911をミッドシップ化したポルシェ・911GT1を開発した。ポルシェはファクトリーチームを数ラウンドに送ったが、賞典外という形での参戦となった。911GT1は、見た目はポルシェ・962であったため、パドックではもっぱらルールの精神に反して構築されたと考えられていた。しかしフロント～センター部は911タイプ993ボディを流用しており [6] [7]、ポルシェ911GT1の市販車を25台生産し、正式なGT1車両公認を取得してBPR GTにも参戦している[8]。

### GT1プロトタイプ化時代（1997-1999）

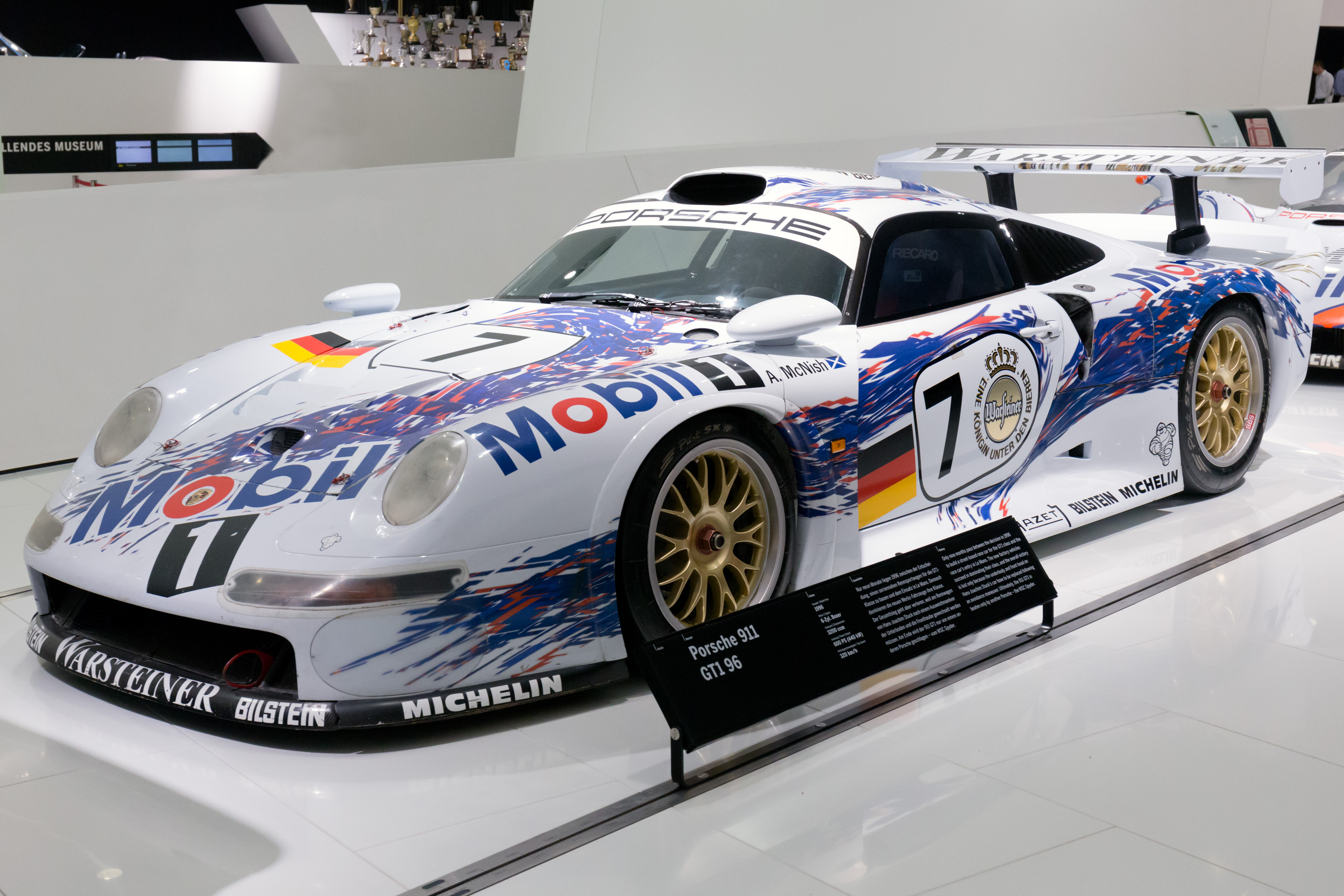
GT1プロトタイプ時代の幕開けとなるポルシェ911GT1（993）

- 1997年　BPR GTはFIA直轄カテゴリーとし、FIA GT選手権と改称した。GT1クラスはルマンのLMGT1クラスと同じくストリートモデル1台で認可するとした。この変更により、GT1クラスのグリッド全体がプロチームのみで構成され、プロチームとメーカーの流入がさらに増加 [9] 1997年のシーズンには、CLK-GTRをデビューさせるメルセデスAMGチームが登場した。911 GT1と同様に、CLK-GTRもGT1としての車両公認を取得、FIAGT選手権に参戦した。マクラーレン（BMW）も設計を一からやり直し、前後オーバーハングを伸ばして空力特性を向上させたマクラーレンF1-GTR″ロングテール″で、FIA-GT選手権およびル・マン24時間レースに参戦。ル・マン24時間レースにて総合2位を獲得した。ホモロゲーション車輌として、「Road version」が3台製作されている[10]。日産はベース車両をスカイライン・GT-Rから、実質純レーシングカーのR390へ切り替えた。1台の公道使用の生産でGT1の車両公認を取得した[11]。

- 1998年　メルセデスCLK-LMはホモロゲモデル1台の生産でGT1を名乗った。さらにトヨタは車両規則を徹底的に突き詰めて開発したTS020をルマンにエントリーした。さらにポルシェは911GT1-98を導入した。FIAは車両公認を緩和してメーカーをGT1クラスに引き込んだ。しかしそれゆえカテゴリーの大義が曖昧になっていった。結果、プライベートチームは参加の意義を失い、開発競争に疲れたメーカーもGT1クラスから手を引きGT1を取り巻く空気は冷え込んだ[12]。

- 1999年　FIA GT選手権ではGT1クラスに参加するチームはメルセデス以外無くなった。これによってFIAはGT1クラスの開催を中止し、FIA GT選手権におけるGT1クラスを廃止（同年のルマンではLMGT1からLMGTPとしてプロトタイプカーとなった）、下位クラスのGT2をGTクラスと改めた[13]。新しいFIA GTではスーパーカー達が再び主役となったが、メーカーの興味はルマンとプロトタイプカーから戻ることは無かった[14]。

## レギュレーション
25台以上量産されている車両が原則であるが、FIA、ACOは1台でも生産されている市販車でも車両公認を与えた。
排気量はNA8000ccまで、ターボ4000ccまで。同一メーカーのものならエンジンの変更可。サスペンションも同一形式内での改造自由、最低重量900kg、燃料タンク100リットル、タイヤ幅14インチである。エンジン排気量や過給器の有無、バルブ数などによりリストリクターの直径が決定され、出力は600-650PSに抑えられた。

## かつて導入を許可していたレース一覧
- BPR GT選手権
- FIA GT選手権

- ル・マン24時間レース
- 英国GT選手権

## 参戦車両一覧
- ヴェンチュリ 500LM、600LM（英語版）
- サード MC8R
- ジャガー XJ220
- ダウアー ポルシェ 962LM
- デ・トマソ パンテーラ
- トヨタ GT-One TS020
- トヨタ スープラ LM-GT
- 日産 R390 GT1
- 日産 NISMO GT-R LM
- パノス エスペラント GTR-1
- フェラーリ F40
- ブガッティ EB110
- ホンダ NSX GT1
- ポルシェ 911 GT1
- ポルシェ 911 GT2 Evo
- マクラーレン F1 GTR
- メルセデス・ベンツ CLK-GTR
- メルセデス・ベンツ CLK-LM
- ランボルギーニ ディアブロ イオタ
- リスター ストーム GTS
- ロータス エリーゼ GT1

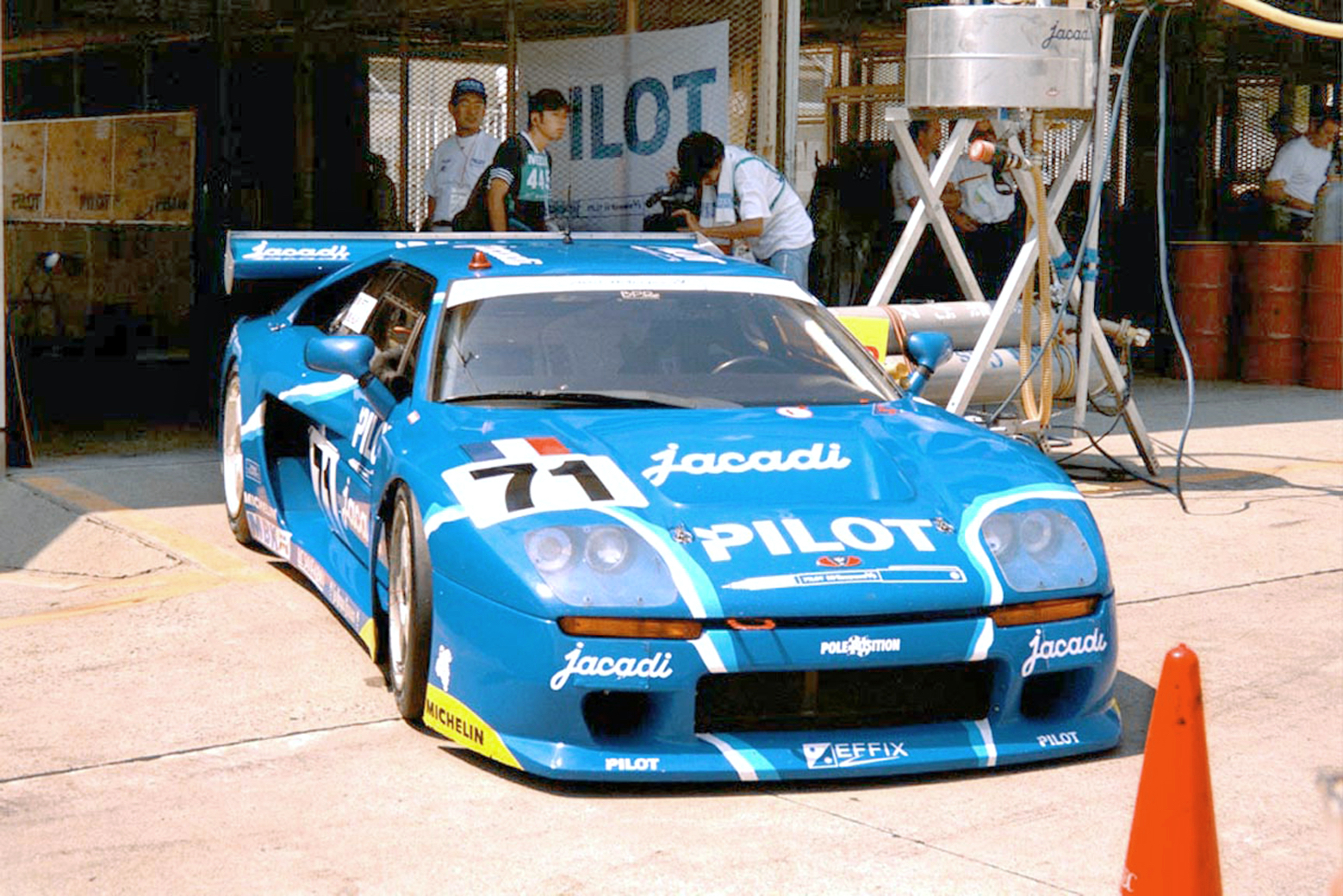
ヴェンチュリ・600LM
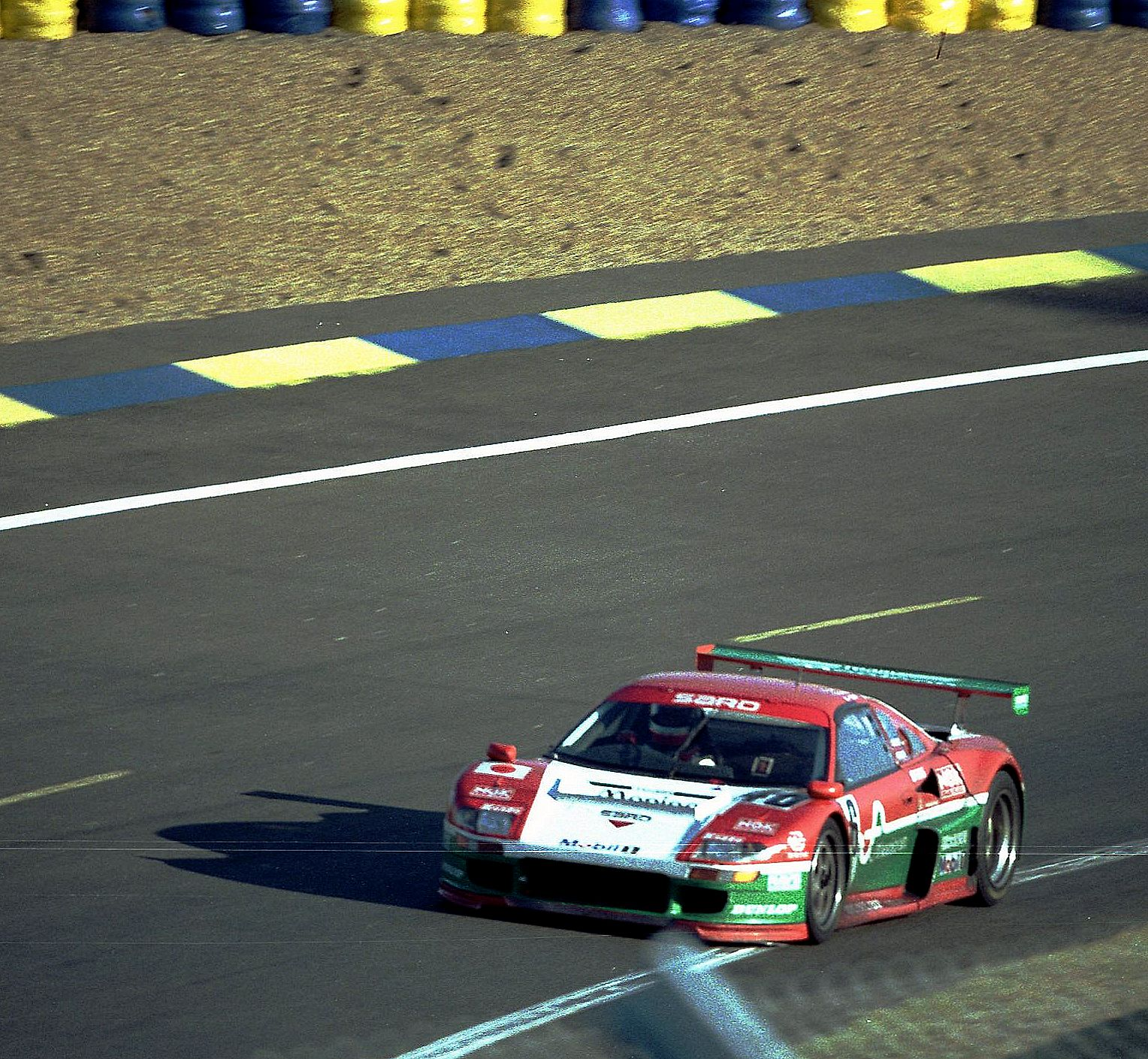
サード・MC8R
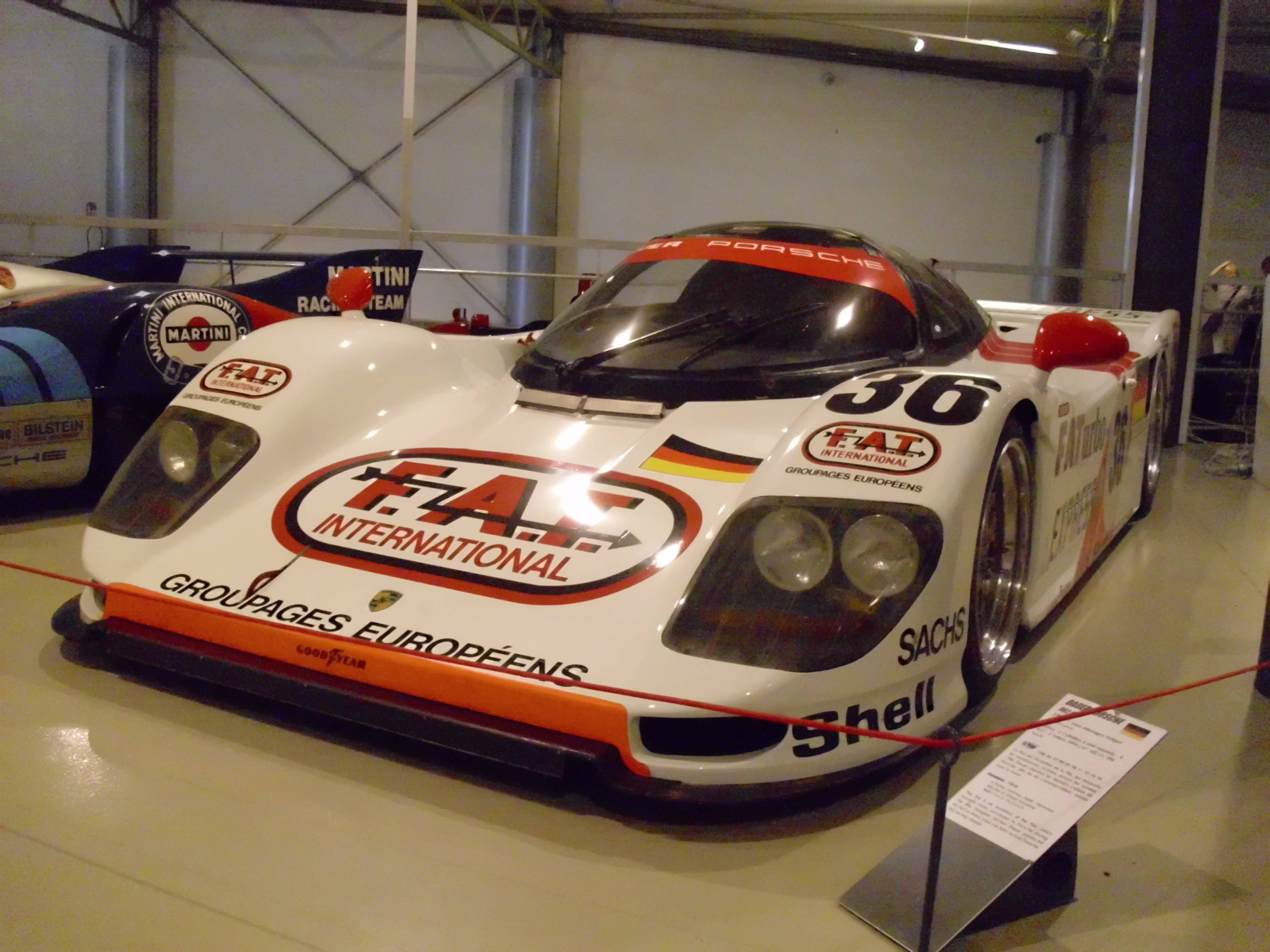
ダウアー・962LM
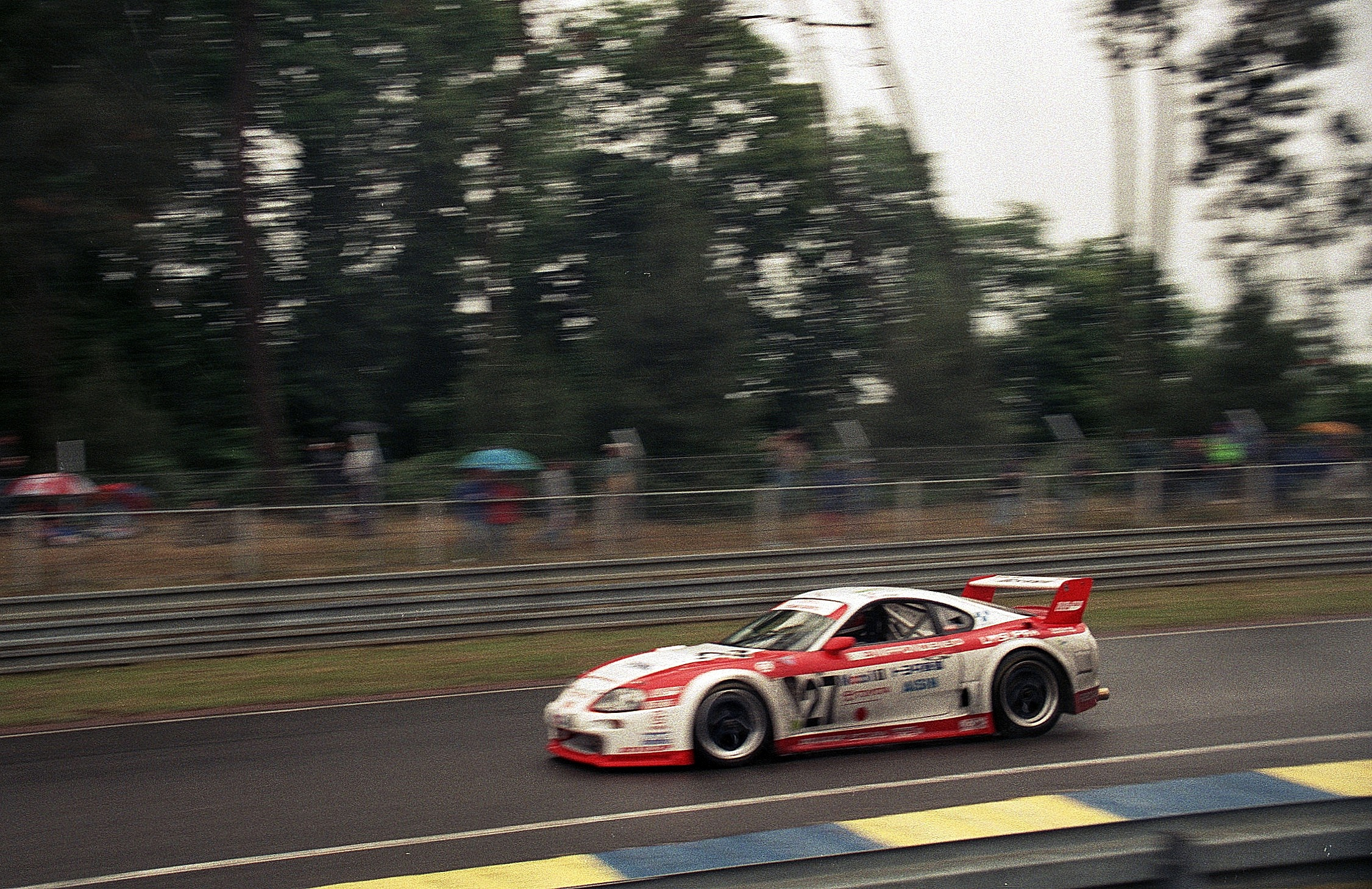
トヨタ・スープラ LM-GT
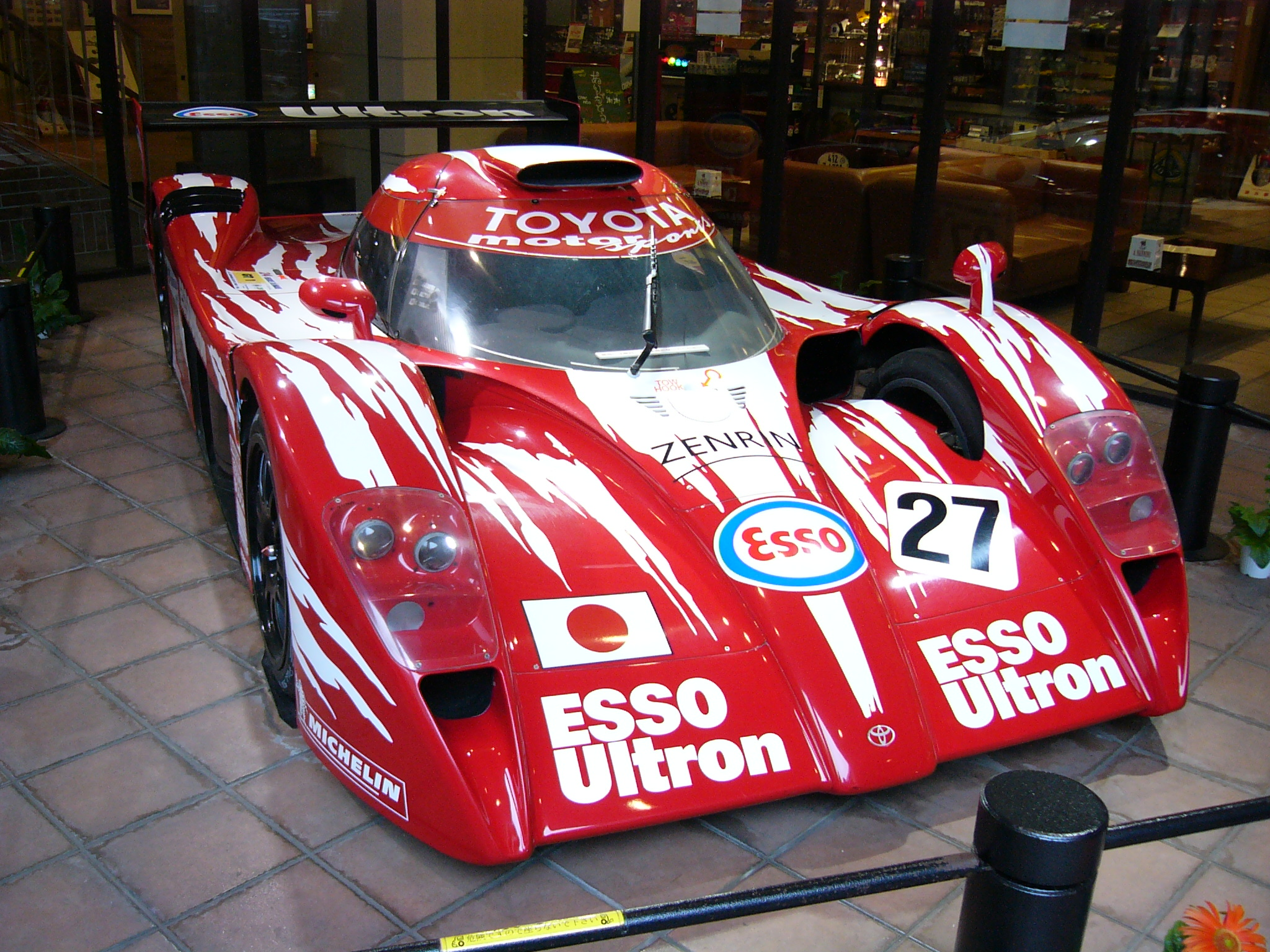
トヨタ・GT-One TS020
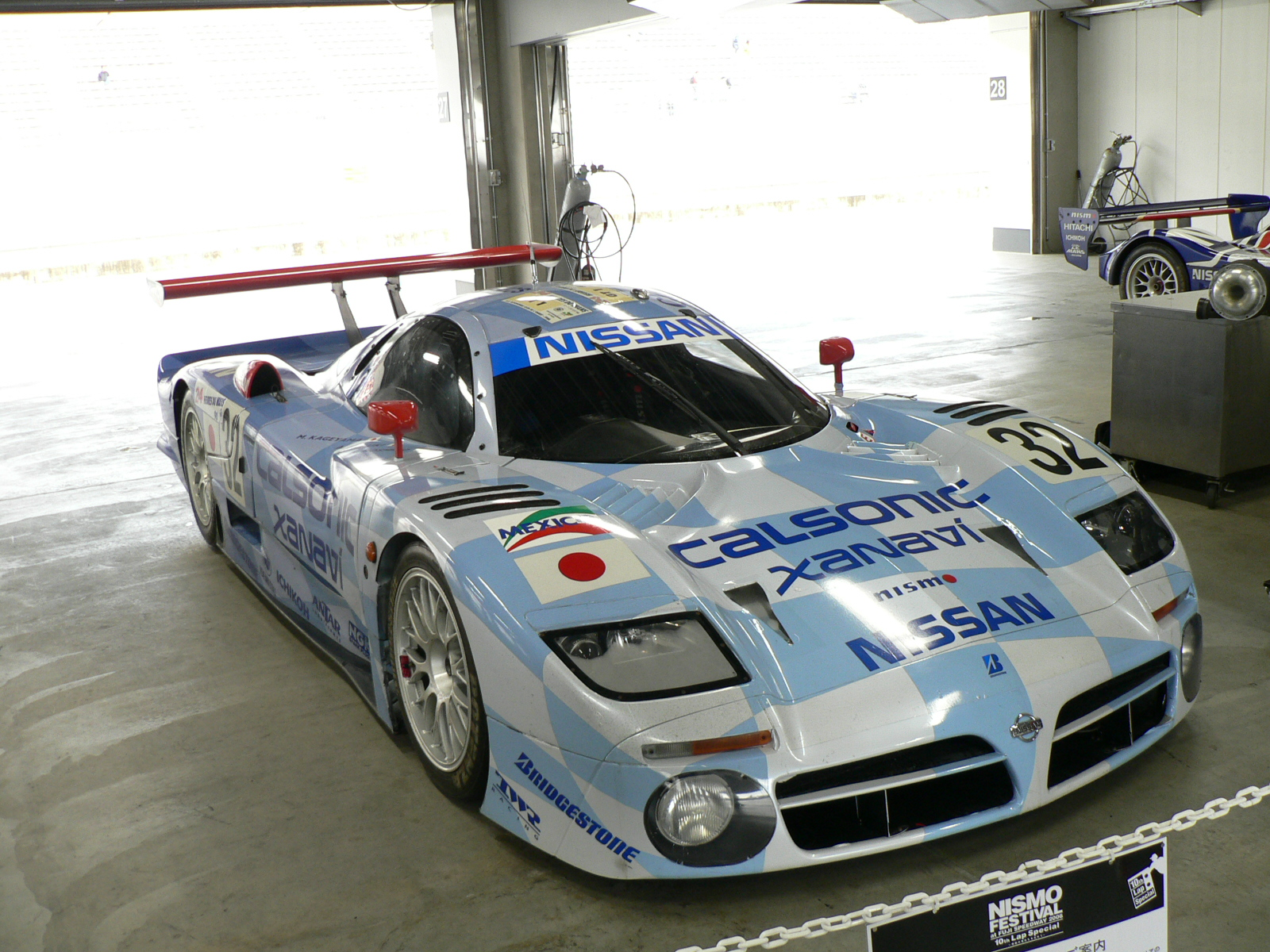
日産・R390
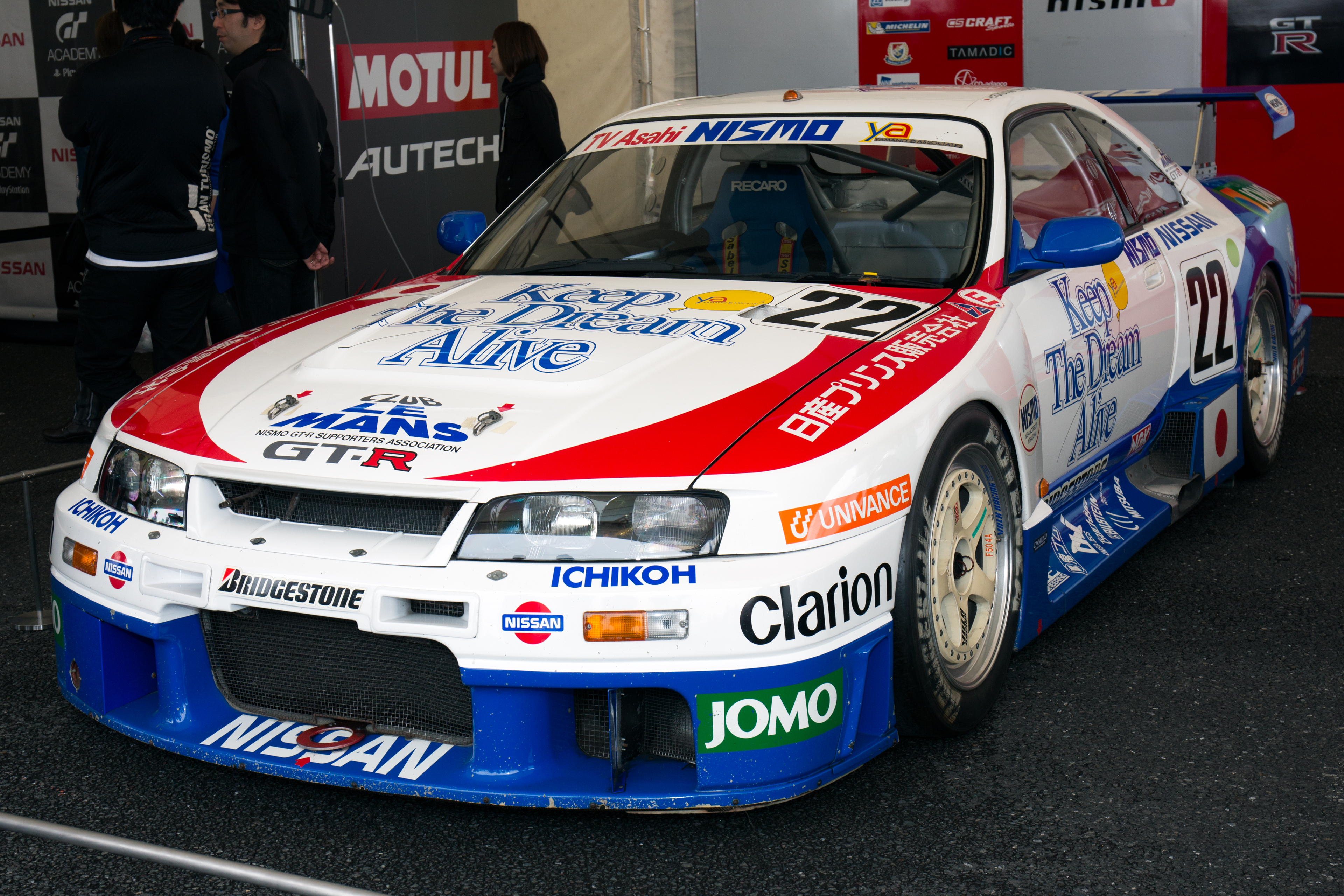
日産・ニスモ・GT-R LM
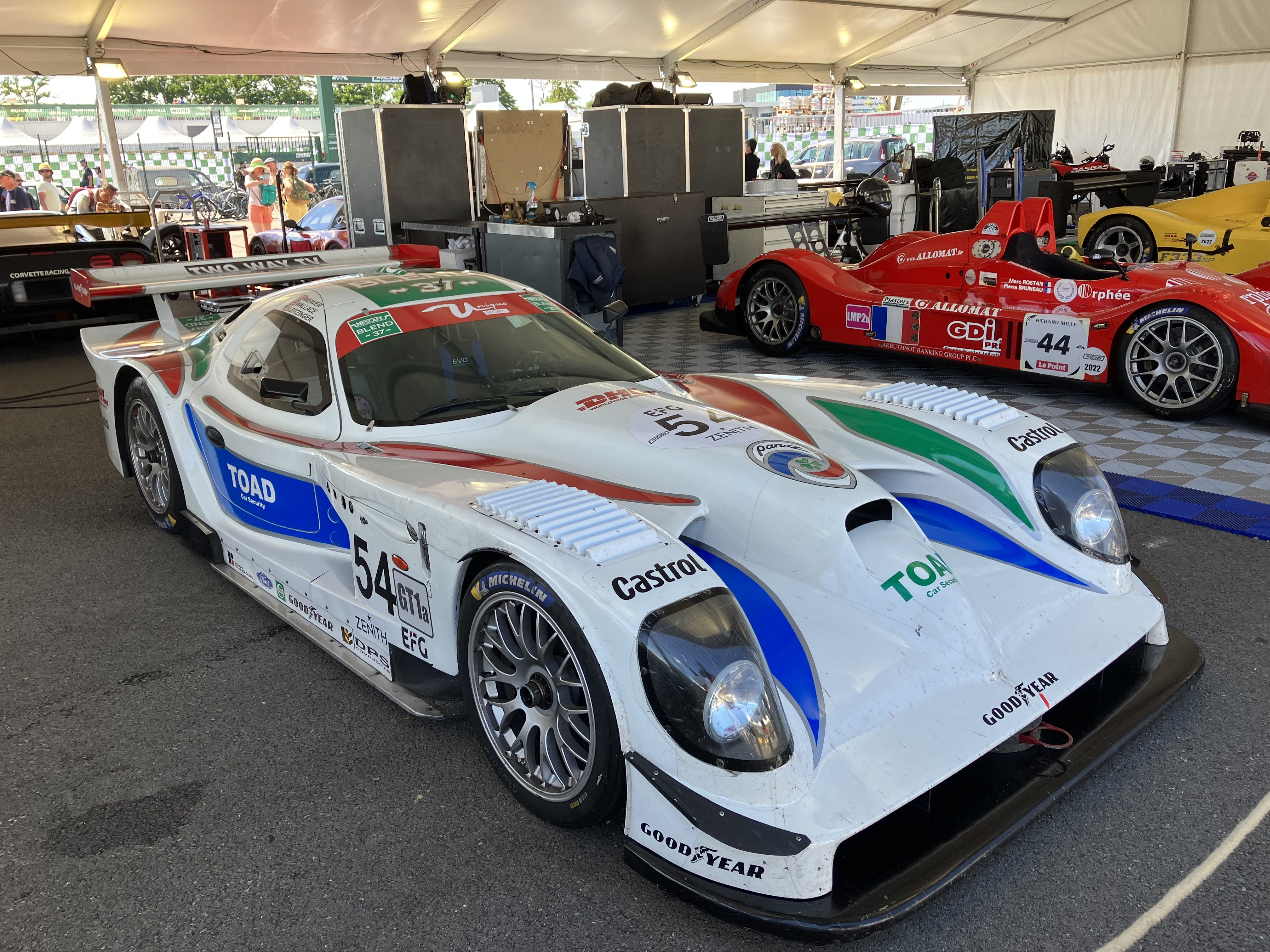
パノス・エスペラント GTR-1
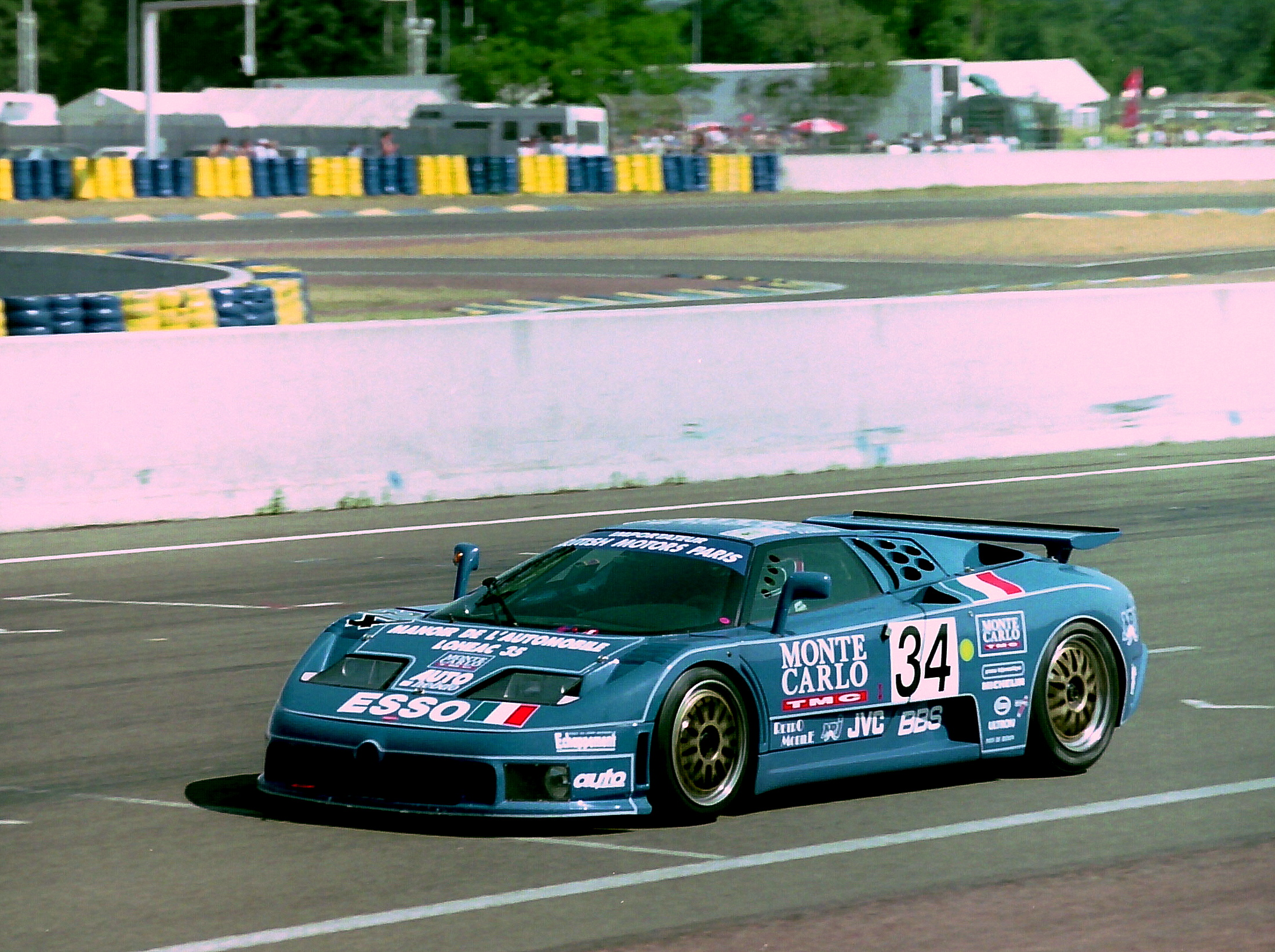
ブガッティ・EB110 SS
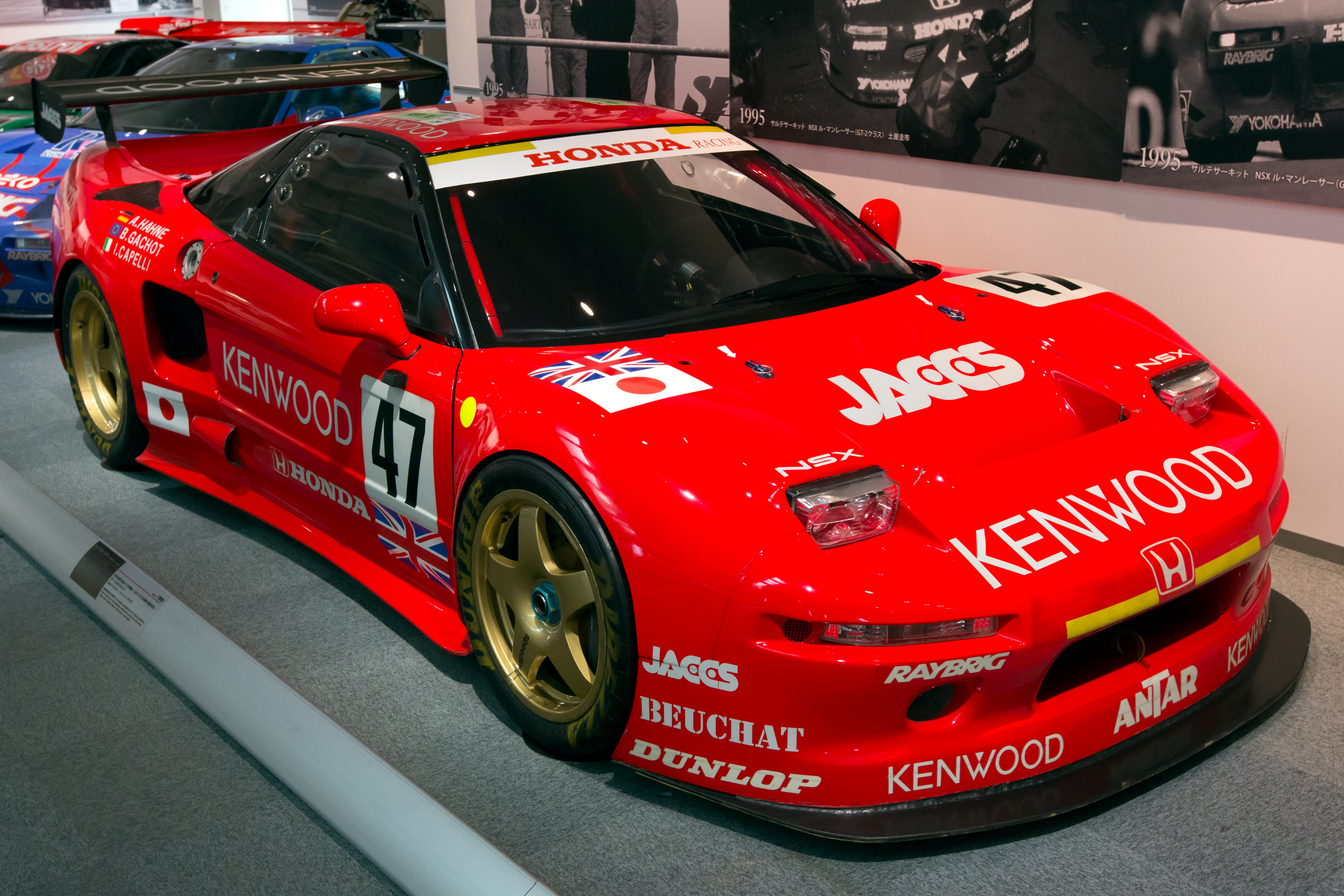
ホンダ・NSX GT1
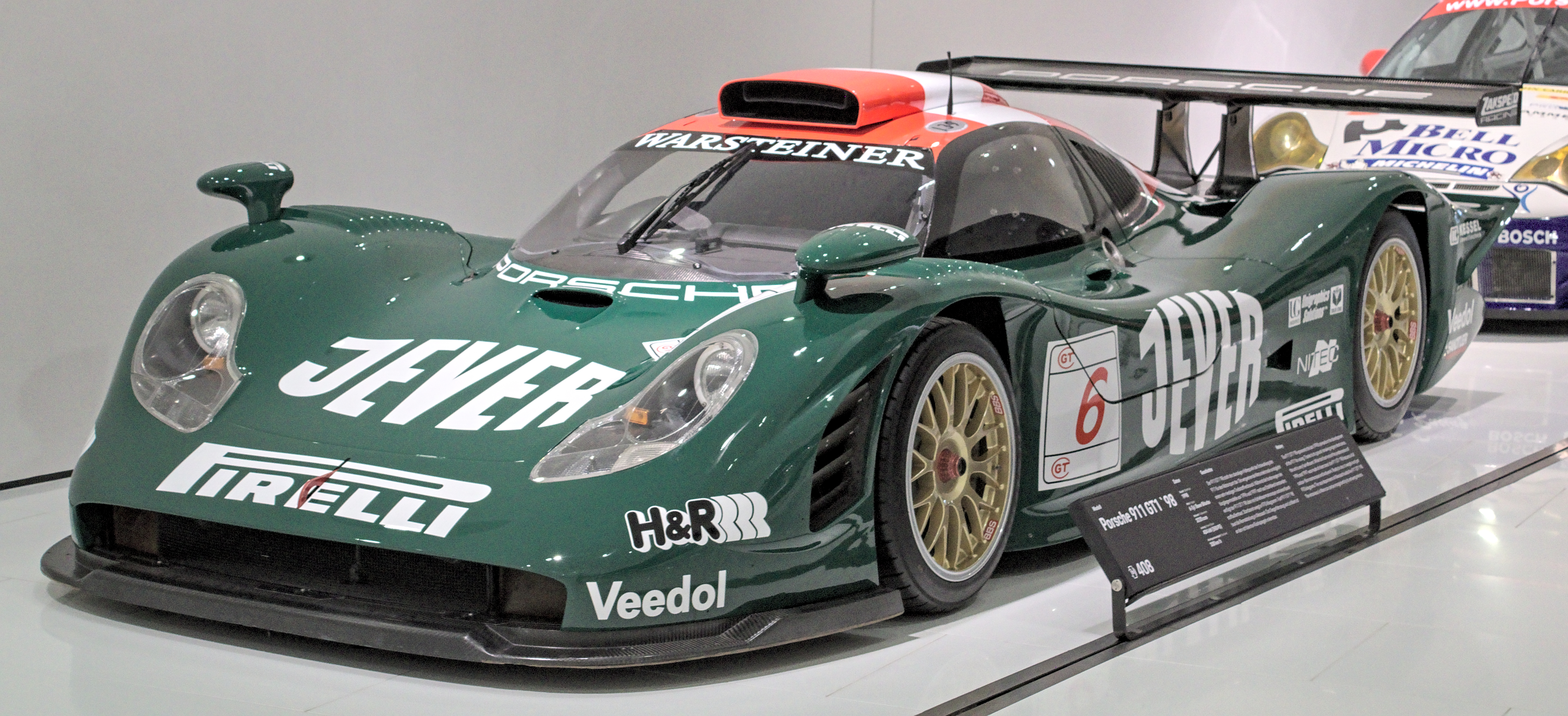
ポルシェ・911GT1
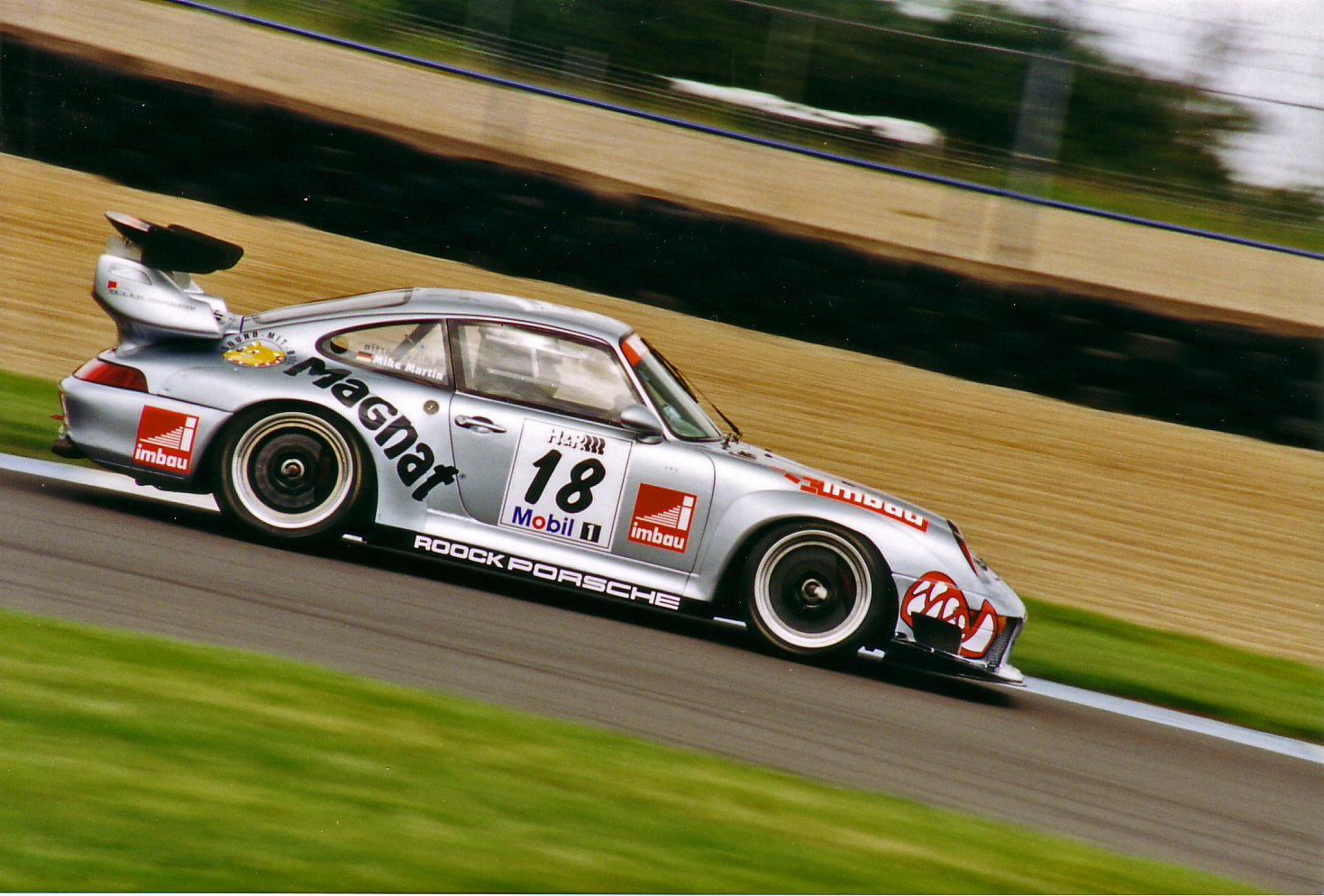
ポルシェ・911 GT2
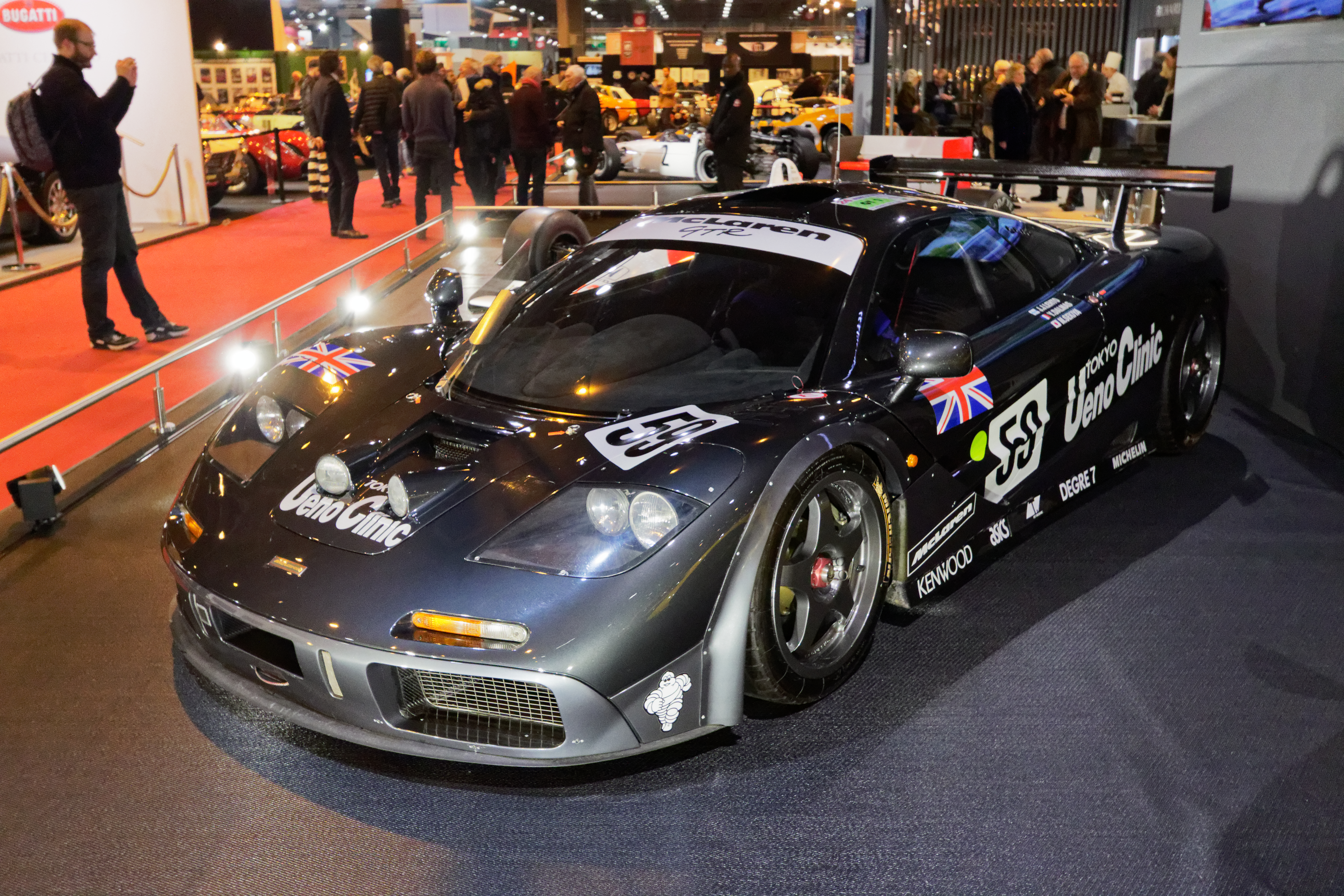
マクラーレン・F1 GTR
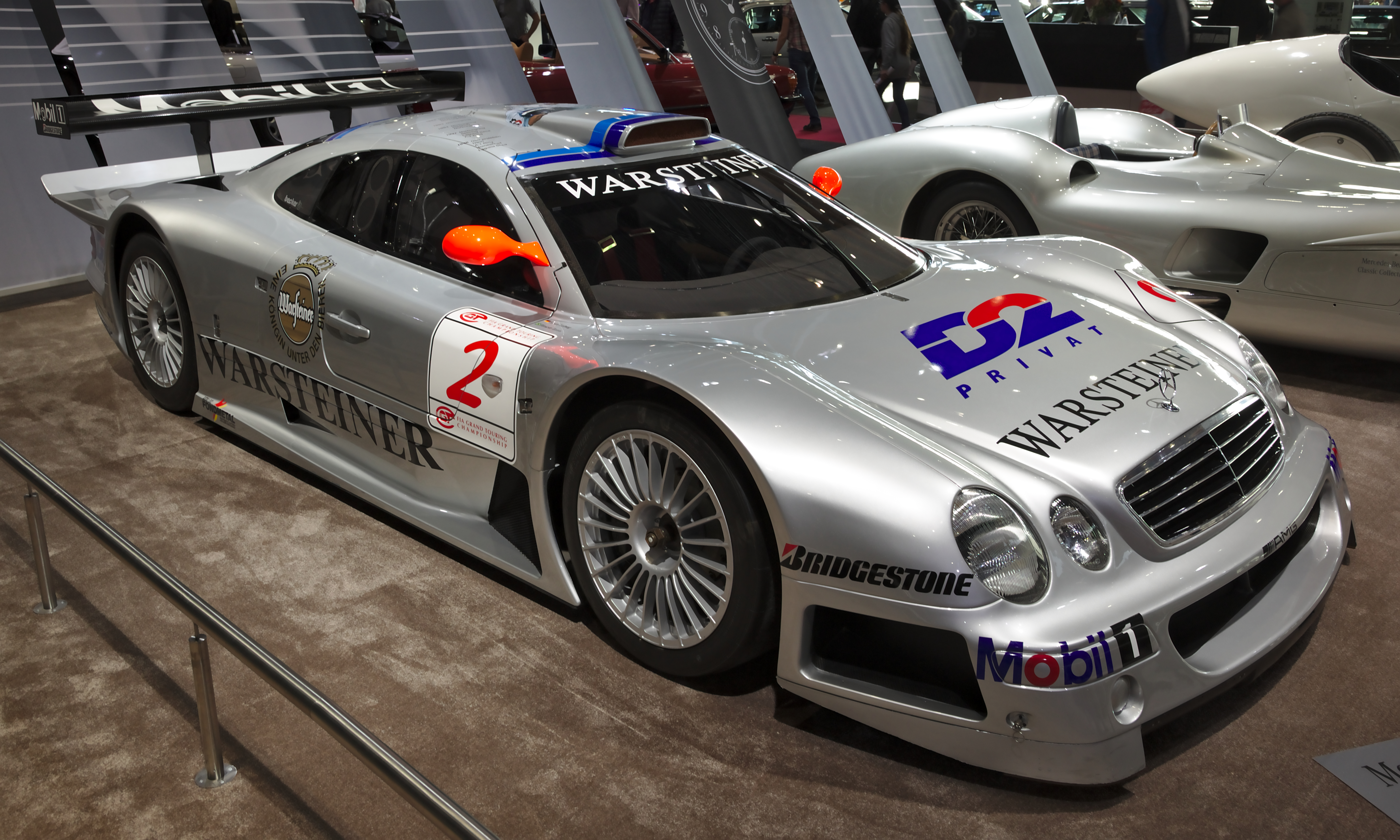
メルセデス・ベンツ・CLK-GTR
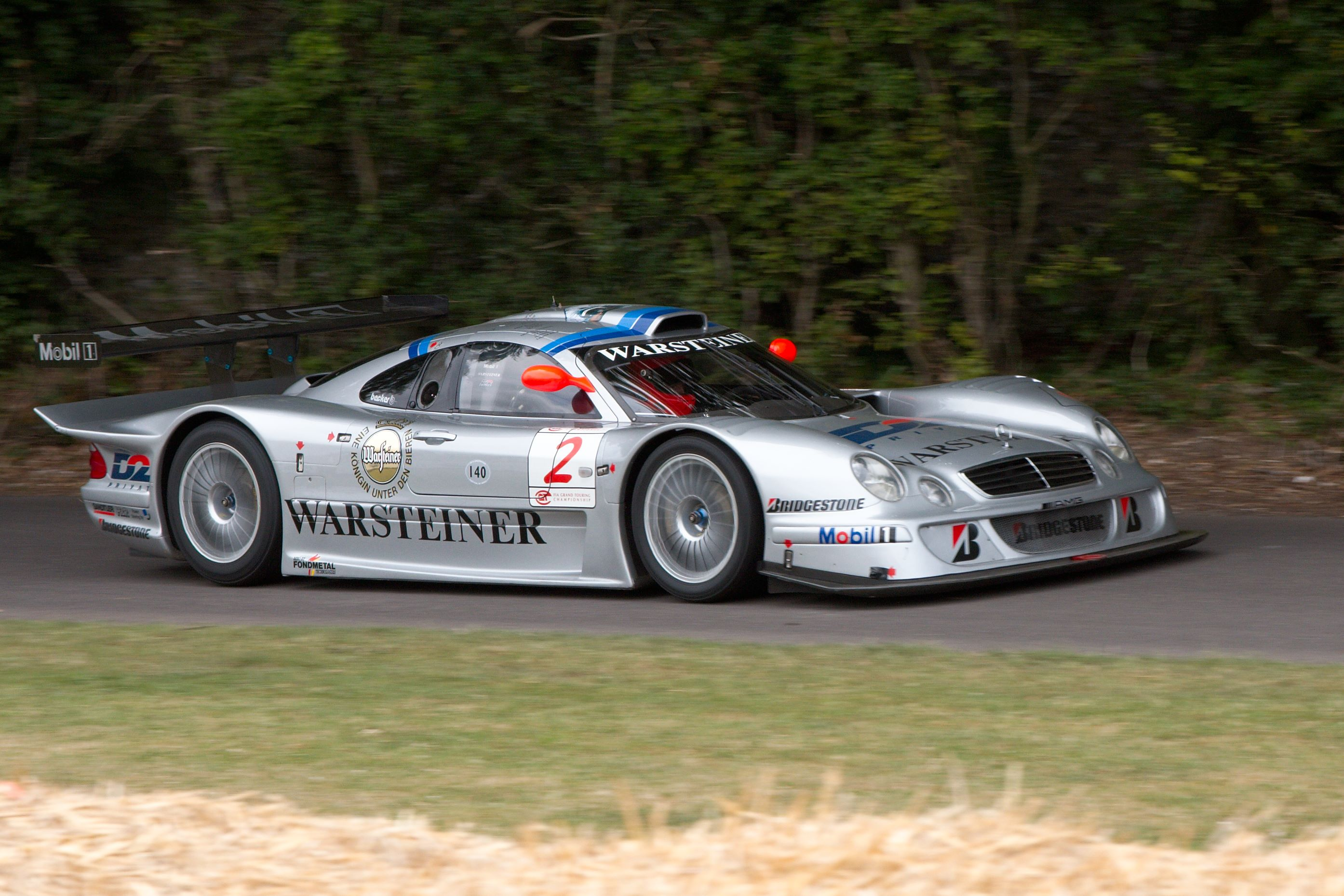
メルセデス・ベンツ・CLK-LM
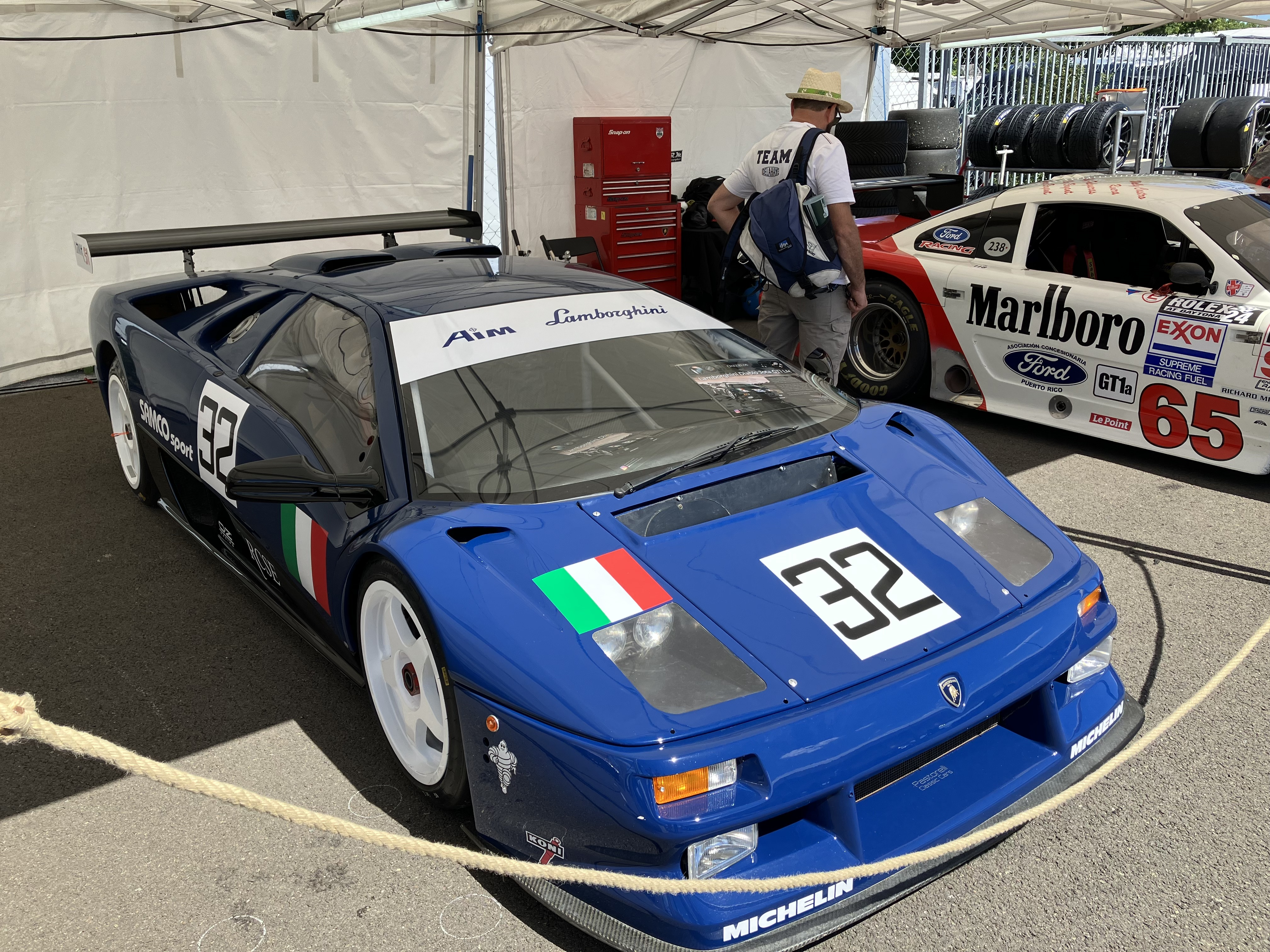
ランボルギーニ・ディアブロ イオタ GT1
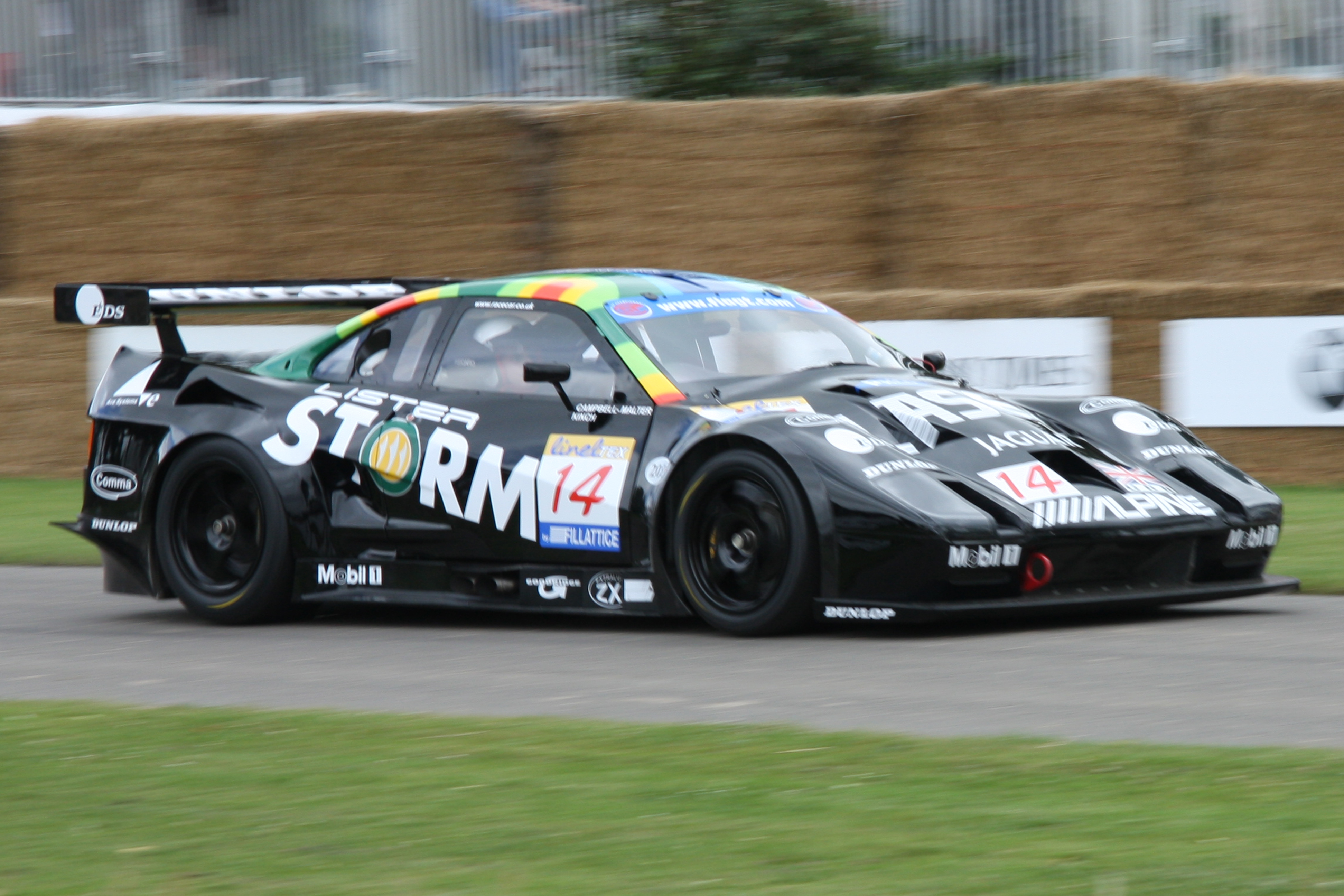
リスター・ストーム
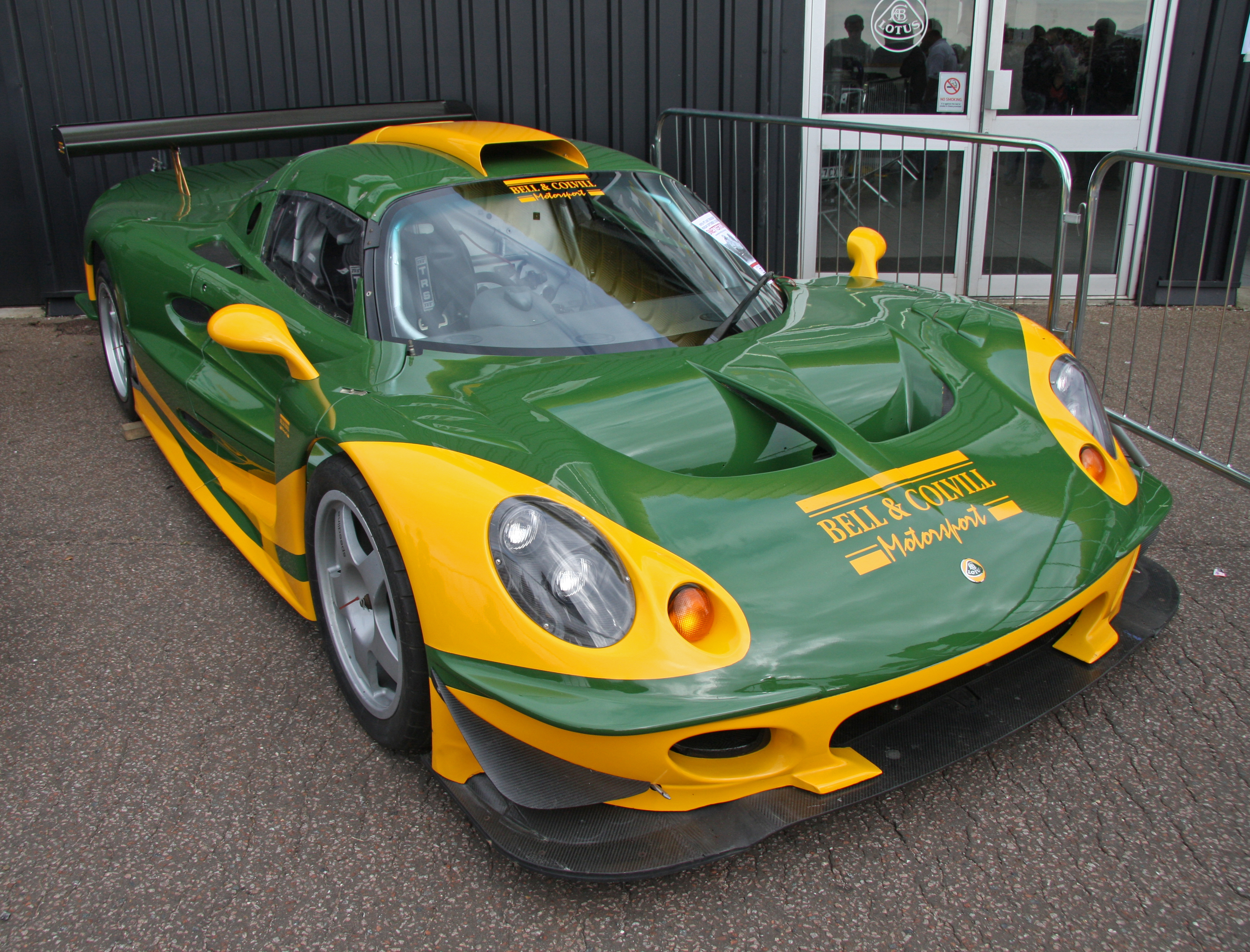
ロータス・エリーゼ GT1